# トヨタ・ヴォルツ
ヴォルツ（VOLTZ）は、NUMMIで製造、トヨタブランドで販売していたクロスオーバーSUVタイプの自動車である。

## 概要
トヨタとゼネラルモーターズ（GM）が共同開発したモデルであり、生産はアメリカ合衆国カリフォルニア州にある両社の合弁会社であるNUMMI（NEW UNITED MOTOR MANUFACTURING,INC.）で行われていた。日本へ正規輸入されていた唯一のNUMMI製の車種（実質OEM扱い）である。キャッチコピーは「ストリート、アソビート」。
GMではポンティアック・ヴァイブとして販売され、北米トヨタでは姉妹車のマトリックスが2013年まで販売されていた。
主なグレード展開は2種で、2ZZ-GE型エンジンを搭載した「Z」（ヴァイブでは「GT」）、ベースモデルの「S」（ヴァイブでは「ベース」）がラインナップされていた。1.8Lの1ZZ-FE型エンジンは駆動方式ごとに125馬力と132馬力の2種類の仕様がラインナップされていた。

## プロトタイプ

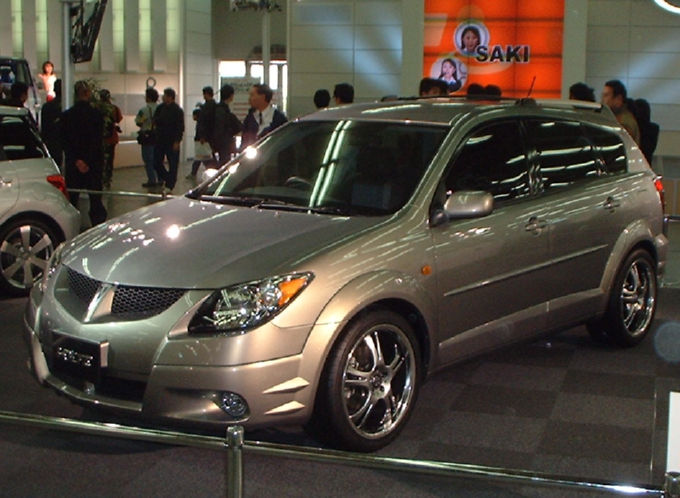
ヴォルツ（東京モーターショー参考出品車）

ヴァイブのプロトタイプは2000年1月、デトロイト北米国際オートショーで2002年 - 2003年イヤーモデルとして発表された。「スポーツユーティリティワゴン」と呼ばれるスタイリッシュな準SUV風ハッチバックのデザインは、若年層をターゲットとしていた。企画当初から日本向けにも供給されることが決まっており、日本仕様のヴォルツは翌2001年10月の東京モーターショーにて披露された。

## スタイル・メカニズム
カローラシリーズなどに採用されているMCプラットフォームをベースにし、背の高いSUV風のスタイリングが与えられていた。排気量は1.8Lで駆動方式はFFと4WD（4WDは「S」のみ）が用意され、「Z」にはセリカなどに用いられていた2ZZ-GE型エンジンに6速マニュアルミッションを組み合わせたスポーティー版もあった。全幅1,775mmの3ナンバーボディーであった。型式はE130型を名乗っていた。
日本でトヨタから販売された仕様のデザインは、マトリックスではなくヴァイブに準じたものであった。しかしながらパーツ数は非常に少なく、カローラ系のパーツを加工などすることで取付可能であった。ただし、パーツ自体はヴォルツ専用品ではないために本来発揮する機能は発揮できないようであった。主に9代目カローラ系（E120型）のシャシーと共通であり、部品類は9代目カローラ（特に1.8Lモデル）から流用可能。エンジンは日本国内主流の1ZZ-FE。エンジンが共通なのでエンジン系の部品は流用があった。また、車高調、マフラーなど多くのアフターパーツは日本国外向け販売にとどまった。

## 日本における販売
日本国内では、2002年8月にネッツ店で販売され、目標販売台数は月間1,500台と発表された。しかし、同時期に終売となったスプリンターカリブと比較して車格が上がって価格帯が変わったことや、当時の三菱車に採用されたブーレイ顔のグリルが敬遠されたことと輸入車（海外生産車）へのマイナスイメージなどから販売実績は振るわず、ユーザーに敬遠されていた。2004年4月のトヨタビスタ店との統合を機に、わずか1年9か月程度で販売終了となりモデル消滅となった。
販売されていた2002年8月から2004年3月までの登録台数は9,012台で、これは平成時代（1989年1月8日 - 2019年4月30日）に新規発売・モデルチェンジされた一連のトヨタ車としてはクラシック（100台）、メガクルーザー（130台）、オリジン（1,063台）、Z40型ソアラ/レクサス・SC（5,473台）、プロナード（7,800台）に次ぐ歴代6位の少数車であった。

## 車名の由来
VOLT（電圧の単位）からの造語。